# Oinville-Saint-Liphard
Oinville-Saint-Liphard è un comune francese di 284 abitanti situato nel dipartimento dell'Eure-et-Loir nella regione del Centro-Valle della Loira.

## Società

### Evoluzione demografica
Abitanti censiti